# Wichren
Wichren (bułg. Вихрен) – najwyższy szczyt w paśmie Piryn (2914 m n.p.m.), drugi pod względem wysokości szczyt Bułgarii i trzeci (po Musale i Mitikasie) szczyt półwyspu Bałkańskiego. Zbudowany głównie z marmurów. Wznosi się około 1000 m ponad okolicznymi dolinami. Wierzchołek ten przez Słowian był uznawany za siedzibę boga Peruna.

## Turystyka
Szczyt jest popularny wśród turystów i prowadzą na niego następujące szlaki turystyczne:
- ze schroniska Wichren,
- , następnie  ze schroniska Bynderica przez przełęcz Premkata,
- ze schroniska Jaworow przez grań Konczeto.